# أوستن ستوكر
أوستن ستوكر (بالإنجليزية: Austin Stoker)‏ هو ممثل أمريكي، ولد في 7 أكتوبر 1943 في ترينيداد وتوباغو.

## وصلات خارجية
- أوستن ستوكر على موقع IMDb (الإنجليزية)
- أوستن ستوكر على موقع ألو سيني (الفرنسية)
- أوستن ستوكر على موقع أول موفي (الإنجليزية)
- أوستن ستوكر على موقع قاعدة بيانات الأفلام السويدية (السويدية)
- أوستن ستوكر على موقع قاعدة بيانات الفيلم (الإنجليزية)
- أوستن ستوكر على موقع كينوبويسك (الروسية)